# 德國國家代表色

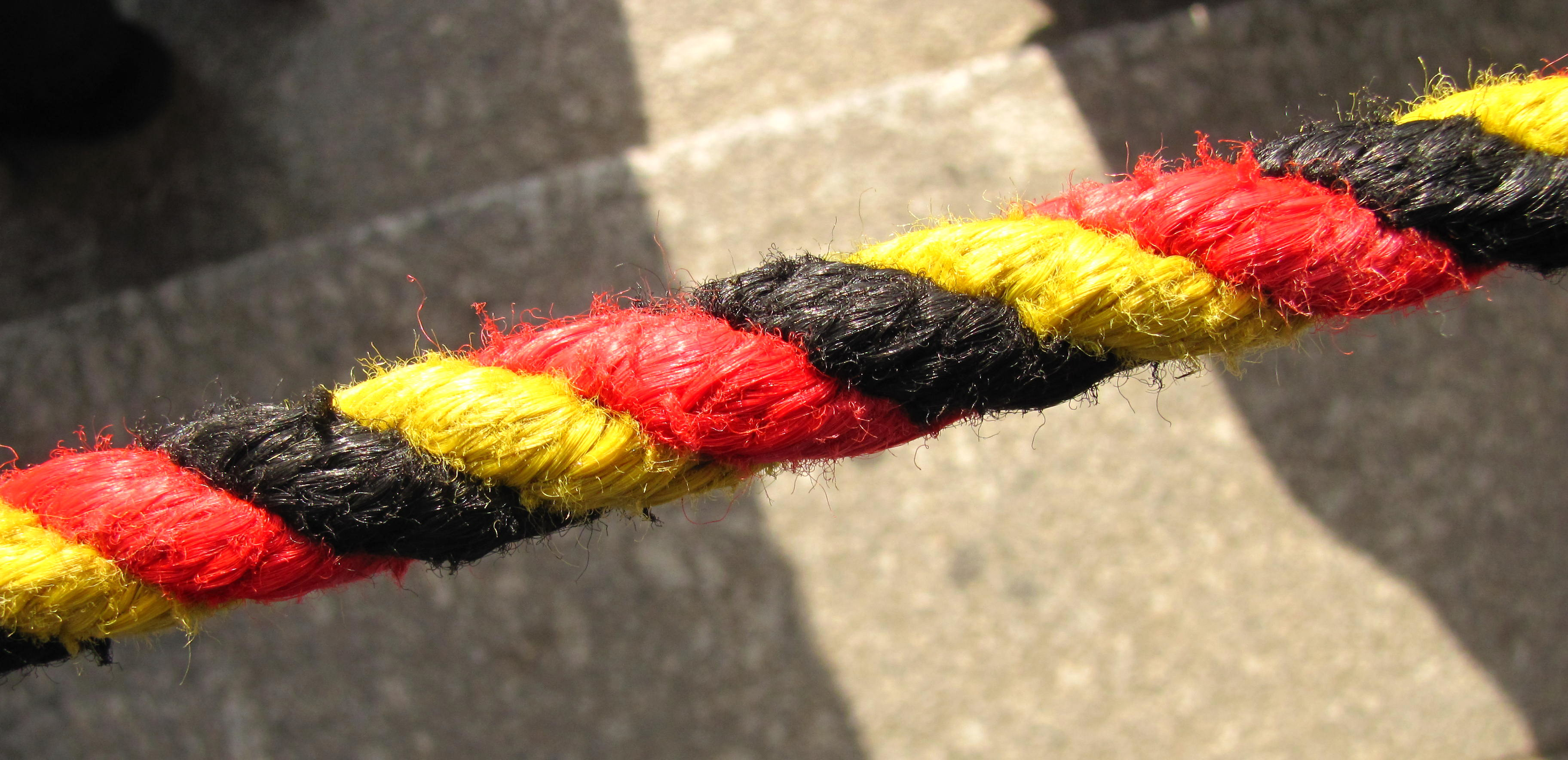
德國議會前的黑、紅、金三色繩

德國的國家代表顏色是黑、紅、金三色。這三種顏色是取自於德國國旗的顏色。使用這三種顏色代表德國的歷史可以追溯至1815年。1860年代之後，以漢薩同盟旗幟為基礎的黑、白、紅三色成為德國的國家代表色和德意志帝國的國旗。魏瑪共和國在1919年重新選擇黑、紅、金三色作為國旗，但引起爭議。作為妥協，1922年，德國在外國的外交社團重新使用舊國旗。